# باشگاه فوتبال ایسترا ۱۹۶۱
باشگاه فوتبال ایسترا ۱۹۶۱ (انگلیسی: Istra 1961 Football Club) یا به‌طور خلاصه ایسترا، یک باشگاه حرفه‌ای فوتبال از کشور کرواسی، شهر پولا است که در حال حاضر در لیگ برتر کرواسی بازی می‌کند.

## هواداران و مالکیت
ایسترا، سابقه هواداری بسیار غنی‌ای دارد. گروهی از طرفداران سرسخت باشگاه به نام Demoni شناخته می‌شوند و به خاطر شعارها و جشن‌های پرشور و همچنین تعصب شدیدشان نسبت به باشگاه مشهور هستند.
در تابستان ۲۰۱۸، مالکیت باشگاه یک بار دیگر تغییر کرد، این بار کنسرسیوم باسکی《باسکونیا آلاوس گروپ》اکثریت سهام را به‌دست‌آورد و مالک انحصاری باشگاه شد.

## تاریخچه
این باشگاه توسط کارخانه کشتی سازی پولا اولجانیک در سال ۱۹۴۸ تأسیس شد و NK Uljanik نام گرفت.
اولین موفقیت باشگاهی در سال ۱۹۶۰–۱۹۵۹ بود که آنها به لیگ دوم یوگسلاوی راه یافتند. در سال ۱۹۶۱، NK Uljanik با NK Pula ادغام شد و باشگاه فوتبال ایسترا ۱۹۶۱ را تشکیل داد. این باشگاه مدت کوتاهی پس از آن متوقف شد، اما توسط سیلوان فارانگوا و ایوان شهیچ در سال ۱۹۶۴، زمانی که آنها در لیگ محلی پولا بازی می‌کردند، دوباره شروع به کار کردند.
پس از تأسیس کشور کرواسی مستقل، این باشگاه بین سال‌های ۱۹۹۳ تا ۱۹۹۸ در لیگ دسته اول فوتبال کرواسی بازی می‌کرد تا این‌که در سال ۱۹۹۸ به یک رده پایین‌تر سقوط کردند. در سال ۲۰۰۱ آنها قهرمان لیگ دسته دوم کرواسی شدند و به لیگ دسته اول بازگشتند.
این باشگاه برای اولین بار در تاریخ خود در فصل ۲۰۰۴–۲۰۰۵ در لیگ برتر بازی کرد و اولین برد خود را در مقابل اوسیک در هفته چهارم کسب کرد.